# Dabiq
Ne doit pas être confondu avec Dabiq (magazine).
Dabiq (arabe : دابق, dābiq) est un village syrien située dans le gouvernorat d'Alep et qui dépend du district d'Azaz.

## Géographie
Le village est situé à 10 kilomètres au sud de la frontière avec la Turquie.

## Histoire

### Jusqu'auXXesiècle
La bataille de Marj Dabiq - entre les Mamelouks et les Ottomans - a eu lieu en 1516 dans la ville.

### Depuis 2000
Lors la guerre civile syrienne, Dabiq et sa région tombent aux mains de l'Armée syrienne libre à l'été 2012. Le village est pris aux rebelles par l'État islamique le 13 août 2014,. Il est repris par les rebelles avec le soutien de l'armée turque le 16 octobre 2016.

## Eschatologie islamique
Dans l'eschatologie islamique, la ville de Dabiq est le lieu d'une bataille entre les Roum, littéralement les Romains (c'est-à-dire au temps de Mahomet : les Byzantins) et les forces musulmanes avant la fin du monde,. Dabiq est lié à un hadith tiré de la compilation « authentique » d'Abou Al-Hussein Muslim, un des traditionnistes les plus respectés au IXe siècle fréquemment cité dans les discours djihadistes. 

« L'heure dernière n'arrivera pas avant que les Byzantins n'attaquent Dabiq. Une armée musulmane regroupant des hommes parmi les meilleurs sur Terre à cette époque sera dépêchée de Médine pour les contrecarrer. Une fois les deux armées face à face, les Byzantins s'écrieront : « Laissez-nous combattre nos semblables convertis à l'Islam. » Les musulmans répondront : « Par Allah, nous n'abandonnerons jamais nos frères. » Puis la bataille s'engagera. Un tiers s'avouera vaincu ; plus jamais Allah ne leur pardonnera. Un tiers mourra ; ils seront les meilleurs martyrs aux yeux d'Allah. Et  un tiers vaincra ; ils ne seront plus jamais éprouvés et ils conquerront Constantinople. »

La revue anglophone du groupe terroriste État islamique s'appelle Dabiq en référence à la ville et à ce qu'elle représente.